# لیدیه (فیلم)
«لیدیه» (انگلیسی: Lydia (film)) فیلمی در ژانر درام به کارگردانی ژولین دوویویه است که در سال ۱۹۴۱ منتشر شد.

## بازیگران
- مرل اوبرون
- ادنا می اولیور
- جوزف کاتن
- جرج ریوز
- جان هالیدی
- سارا آلگود
- بتا سینت جان
- هال کی. داسون